# Outside Your Room
Outside Your Room es el tercer EP realizado por la banda de shoegazing Slowdive. La grabación estuvo bajo la edición del sello discográfico Creation Records, y fue lanzado en 1993.

## Canciones
1. Alison – 3:51
2. So Tired – 4:04
3. Souvlaki Space Station – 5:59
4. Moussaka Chaos – 6:24